# William Lombardy
William James Joseph Lombardy (né le 4 décembre 1937 à New York (État de New York) et mort le 13 octobre 2017 à Martinez (Californie)) est un grand maître américain du jeu d'échecs et un prêtre catholique défroqué.

## Biographie

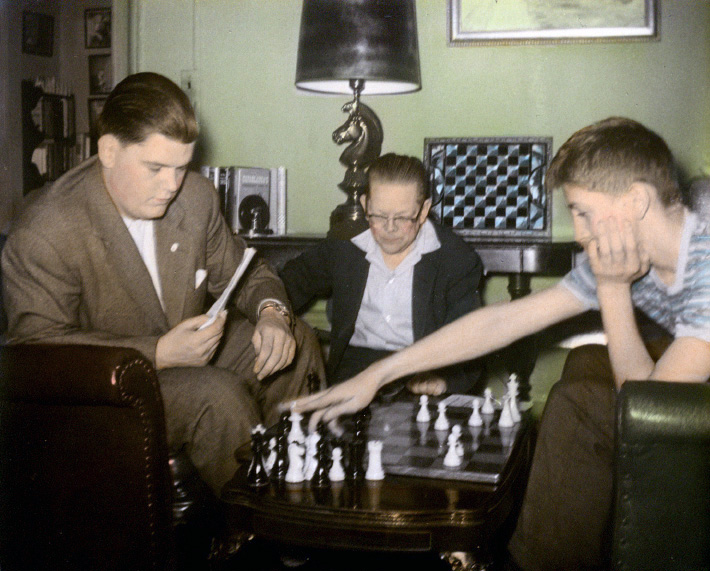
William Lombardy (à gauche) opposé à Bobby Fischer à la fin des années 1950.

En 1956, William Lombardy remporte l'Open du Canada. En 1957, il devient le champion du monde junior. Il remporte le tournoi de Toronto avec le score parfait et inégalé de 11/11. Il finit ex aequo d'un match en deux parties contre l'ancien champion du monde Mikhaïl Botvinnik.
Lombardy a défendu le premier échiquier des États-Unis lors du championnat du monde universitaire par équipe en 1960 à Leningrad. Il remporte notamment la partie qui l'oppose au futur champion du monde Boris Spassky. Lombardy décroche la médaille d'or individuelle à cet échiquier.
Lombardy a représenté son pays aux Olympiades d'échecs. Il finit 2e au championnat des États-Unis 1960-1961, derrière Bobby Fischer, ce qui lui ouvre la voie du tournoi interzonal de Stockholm. Il renonce cependant à cette participation et abandonne les échecs de compétition pour s'engager dans la prêtrise.
En 1972, Bobby Fischer est le challenger du champion du monde Boris Spassky au cours du championnat du monde d'échecs 1972. Fischer se distancie cependant de Larry Evans, son secondant lors des matchs contre Tigran Petrossian et Bent Larsen qui ont précédé. Fischer fait alors appel à son ami Lombardy, qui put disposer de temps pour se rendre à Reykjavik et servir de secondant à son compatriote, bien que Fischer ne fit pas fréquemment appel à ses services.
Lombardy a abandonné la prêtrise, il a vécu à New York où il a écrit des livres sur les échecs et prodiguait des cours.

## Parties remarquables
- Timman - Lombardy, Amsterdam 1974, 0-1
- Lombardy - Polougaevsky, Reykjavik 1978, 1-0
- Kortchnoï - Lombardy, Lone Pine 1979, 0-1